# Poltegor
Poltegor war das höchste Bürogebäude in Breslau. Das Hochhaus wurde in den Jahren 1974 bis 1982 als Verwaltungsgebäude für die Firma Polska Technika Górnicza errichtet. Der Name des Gebäudes leitet sich aus dem Firmennamen Polska Technika Górnicza ab.

## Baubeschreibung
Das Fundament des Gebäudes bildete eine mehrere Meter dicke Stahlbetonplatte, die auf Pfählen ruhte. Das Gebäude basierte auf einer zentralen monolithischen Struktur. In einem Komplex befanden sich Fahrstuhlschächte, Treppenhäuser, Toiletten und ein Installationsschacht, der durch Stahlbeton vom Rest des Gebäudes getrennt war. Die beiden äußeren Trakte wurden in Stahlskelettbauweise errichtet. Es gab 22 Etagen, in denen Büros eingerichtet und später auch vermietet wurden. In der obersten Etage befanden sich neben einem großen Konferenzraum eine Café, das auch als Aussichtsplattform genutzt wurde.
Auf dem Dach des Gebäudes befand sich ein Antennenmast mit Sendestationen für Rundfunk- und Fernsehsender.
Technische Angaben
- 9 Aufzüge
- insgesamt 24 Stockwerke, davon 22 für Büros, eines unterirdisch
- Höhe vom Erdgeschoss bis zum Dach 92 m, inklusive Sendemast 125 m
- Grundfläche 929, Gesamtfläche 19785 Quadratmeter

Das Poltegor und das fast 3 Hektar große Grundstück wurden am 18. Januar 2007 vom Geschäftsmann Leszek Czarnecki gekauft, der es gemäß seinem Beschluss vom 2. Juni 2007 abreißen ließ, um es durch das 212 Meter hohe Appartementhaus Sky Tower zu ersetzen. Ab Frühjahr 2006 wurden in der Nähe von Poltegor Erdarbeiten durchgeführt, um den Standort für den Bau des Sky Towers vorzubereiten.